# Гжегожев

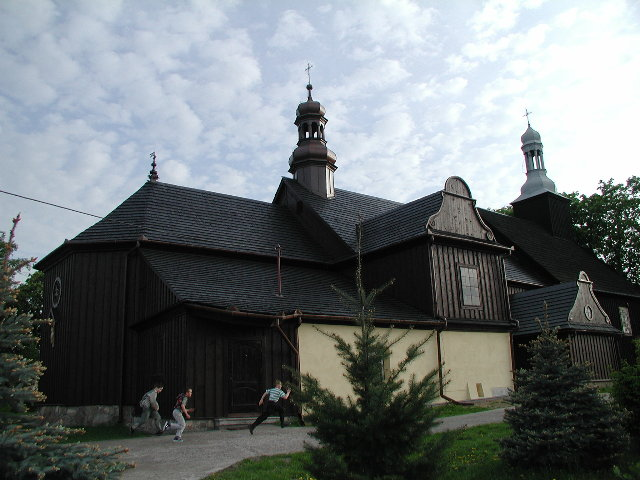
Церковь успения Пресвятой Девы Марии, Гжегожев, Польша

Гжего́жев (пол. Grzegorzew) — село в Польше в Кольском повете Великопольского воеводства. Административный центр гмины Гжегожев.

## География
Село находится в 6 км от города Коло и в 125 км от города Познань. Возле села протекает река Ргилевка.

## История
Первые упоминания о селе относятся к 1236 году, когда собственник села Владислав Одониц подарил его гнезнескому архиепископу. В 1331 году село было разрушено крестоносцами. C 1357 года Гжегожев стал городом. В 1550 году Сигизмунд Август по просьбе архиепископа Николая Дзежговского даровал Гжегожеву привилей по магдебургскому праву.
В 1576 году в городе было 4 таверны, 3 производства водки. В 1793 году в Гжегожеве проживало 453 человека. В XIX веке в Гжегожеве появилось ткаческое производство, что привело в развитию города. Во время пожара 1858 года пострадало большинство зданий города. В 1861 году Гжегожев насчитывал 1.092 жителей. В 1879 году Гжегожев потерял статус города.
Во время немецкой оккупации 1939—1944 гг. село носило немецкое название «Georgen».
С 1975 по 1998 год село входило в Конинское воеводство.

## Достопримечательности
- Деревянная церковь Успения Пресвятой Девы Марии, построенная в 1776 году;
- Главная площадь села.